# Edward E. De Beer
Edward Edmond de Beer (* 15. Juni 1911 in Aalst; † 1994) war ein belgischer Bauingenieur für Geotechnik. Er gilt als Begründer der wissenschaftlichen Geotechnik in Belgien.

## Leben
Edward De Beer absolvierte das Gymnasium in seiner Heimatstadt Aalst, studierte an der Universität Gent, erwarb 1934 sein Diplom als Bauingenieur und bestand als jahrgangsbester Ingenieur die Aufnahmeprüfungen für den Staatsdienst. Er ging an das Grundbauinstitut in Delft zu Albert Sybrandus Keverling Buisman und Gerrit Hendrik van Mourik Broekman zur Ausbildung in Bodenmechanik und gründete nach der Rückkehr 1938 in Gent (Zwijnaarde) das staatliche belgische Bodenmechanik-Labor. Bis 1978 war er Direktor des Instituts.
De Beer war Mitgründer der Zeitschrift Géotechnique nach dem Zweiten Weltkrieg und aktiver Teilnehmer am Zweiten Internationalen Kongress für Bodenmechanik und Grundbau in Rotterdam 1948, in deren Abhandlungen er sieben Arbeiten veröffentlichte und Berichterstatter für Bodenklassifizierung war. Intensive Diskussionen wurden damals auch über den Dutch Cell Test (ein frühes Triaxialgerät aus dem Grundbaulabor in Delft) geführt und schon damals veröffentlichte de Beer über die Interpretation von Drucksondierungen (ein lebenslanges Interessengebiet von de Beer). Von 1952 bis 1972 lehrte er an der französischsprachigen Université Catholique de Louvain in Löwen und von 1958 bis 1974 daselbst an der flämischen Katholieke Universiteit Leuven. Außerdem lehrte er von 1962 bis 1981 Boden- und Felsmechanik an der Universität Gent.
De Beer spielte auch in den internationalen Organisationen über Geotechnik eine wichtige Rolle und koordinierte (als ständiger Sekretär der Koordinationsstelle seit 1973) die Aktivitäten der internationalen Gesellschaften für Felsmechanik (ISRM), Ingenieurgeologie (IAGE) und Bodenmechanik/Grundbau (ISSMGE).
In seiner Heimatstadt Aalst engagierte er sich in der Verwaltung einer Technikerschule und eines Hospitals und war darüber hinaus auch für die nationale Wohnungsbaubehörde aktiv. Er war 1948 Chefingenieur und 1949 Generalinspektor für Gebäude im Ministerium für öffentliche Arbeiten und später leitend im Gesundheitsministerium.
Zu seinen Schülern zählt William Van Impe, sein Nachfolger als Direktor des Labors für Geotechnik in Gent.